# Heròdic de Selímbria
Heròdic (en grec antic: Ἡρόδικος, llatí: Herodicus) fou un metge grec natural de Selímbria (Tràcia) del segle v aC.
Fou un dels tutors d'Hipòcrates, segons diuen la Suda i Sorà d'Efes el Jove. Juntament amb l'atleta Icos de Tarant es menciona com un dels primers que va aplicar la gimnàstica al tractament de les malalties i el manteniment de la salut. No només era metge sinó també παιδοτρίβης (professor de gimnàstica per als nens), fisioterapeuta i orador.
D'un passatge de Plató al Fedre, s'ha deduït que aconsellava als seus pacients de caminar d'Atenes a Mègara i tornar tan bon punt havien arribat a les muralles de la ciutat, però per la distància, que supera els setanta kilòmetres, això era impossible de fer en una sola jornada. Les paraules de Plató no indiquen amb certesa que recomanés això. S'ha utilitzat un passatge del sisè llibre d'Hipòcrates, De morbis vulgaribus per acusar-lo de matar els seus pacients per esgotament. L'esmenten també Plutarc, Aristòtil, Eustaci d'Epifania i Celi Aurelià.